# 브렌다 스콧

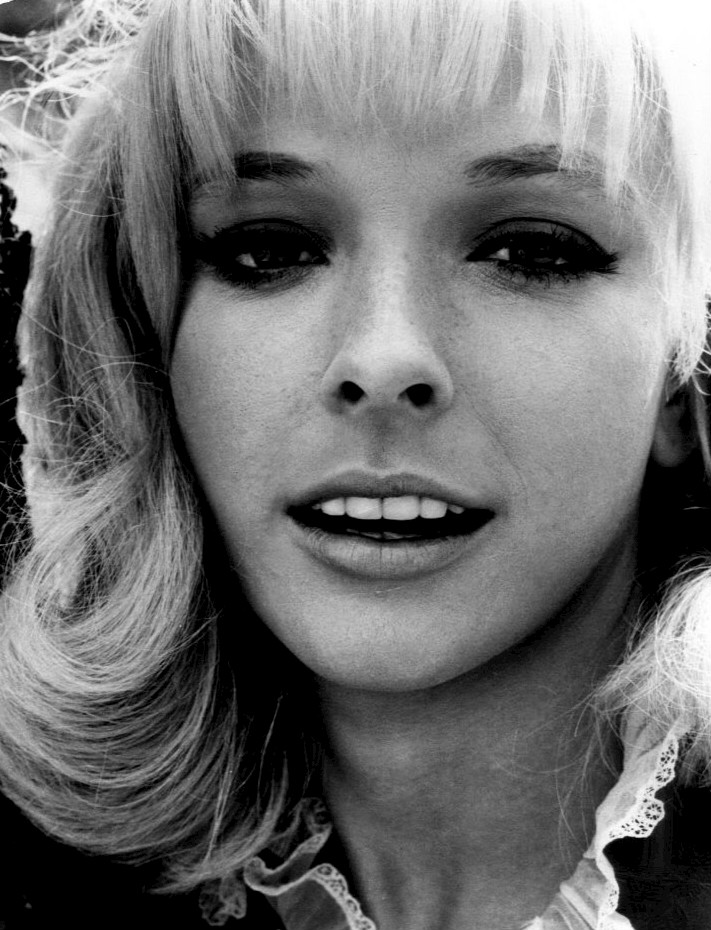

브렌다 스콧(Brenda Scott, 1943년 3월 15일 ~ )은 미국의 배우, 텔레비전 배우, 영화배우이다.
신시내티에서 태어났다.

## 영화
- 닥터 게논 (1969년)
- 저니 투 샤일로 (1968년) - 가브리엘 듀프리 역
- 아이언 사이드 (1967년)
- 행드 맨 (1964년) - 실라인 역
- 도망자 (1963년)
- 나의 세 아들 (1960년)
- 디즈니랜드 (1954년) - 채러티 역